# Erotidia
Erotidia (altgriechisch Ἐρωτίδια) waren antike griechische Feste, die zu Ehren des Gottes Eros in Thespiai gefeiert wurden.
Die Erotidia waren penteterisch, also fünfjährlich ausgetragene Agone, bei denen Pausanias zufolge neben musischen Agonen auch gymnische Agone abgehalten wurden. Inschriftlich sind Siegerlisten aus dem 2. Jahrhundert erhalten, in denen Sieger von gymnischen und hippischen Agonen aufgeführt sind. Von dem öffentlichen Fest sind ansonsten keine Einzelheiten bekannt. Plutarch berichtet von einem privaten Opfer, das der Vater des Sprechers des Amatorius zur Schlichtung eines Streits zwischen den Schwiegereltern dem Eros darbringen will.
Der Mythograph Konon führt das Fest aitiologisch auf eine Version des Narkissosmythos zurück.